# Paepalanthus lycopodioides
Paepalanthus lycopodioides är en gräsväxtart som beskrevs av Silveira. Paepalanthus lycopodioides ingår i släktet Paepalanthus och familjen Eriocaulaceae. Inga underarter finns listade i Catalogue of Life.